# Fiat 500 (2020)
Fiat New 500 (project 332) este un autoturism electric urban cu baterie electrică comercializată de producătorul italian de automobile Fiat. A fost lansat pe 4 martie 2020, în Milano, Italia.

## Modele
Noul 500 a fost disponibil inițial doar ca un cabriolet cu două uși și patru locuri în ediția de lansare „La Prima”, producția fiind limitată la 500 de exemplare pe țară. Ediția „La Prima” avea un preț de pornire de 37900 € în Italia, înainte de orice subvenții guvernamentale locale. „La Prima” a fost disponibil într-una dintre cele trei culori: Mineral Grey, Ocean Green și Celestial Blue, concepute pentru a aminti de pământ, mare și, respectiv, cer; iar acoperișul de pânză a fost finisat cu un model exclusiv.
A urmat un hatchback cu trei uși în iunie 2020, începând de la 26.995£, iar Fiat a introdus un hatchback cu patru uși numit „3+1” în octombrie a acelui an, cu o ușă mică pe partea pasagerului pentru a îmbunătăți accesul la locurile din spate, versiunile cu volanul pe stânga fiind disponibile în cantități limitate. La acea vreme, în Marea Britanie, modelul entry-level cu trei uși era oferit la 22.995£ în echiparea „Action” cu o baterie mai mică de 24 kW-h; echipările mai scumpe „Passion” și „Icon” erau oferite la 26.495£, respectiv 27.995£ și erau echipate cu o baterie de 42 kW-h. Vârful de linie a rămas „La Prima”, costând 30.495£.
În toamna anului 2021, Fiat a anunțat o nouă ediție marca Product Red, echipată cu o baterie de 42 kWh și disponibilă ca hatchback și decapotabilă, iar nivelul de echipare Passion a fost scos.

## Galerie foto

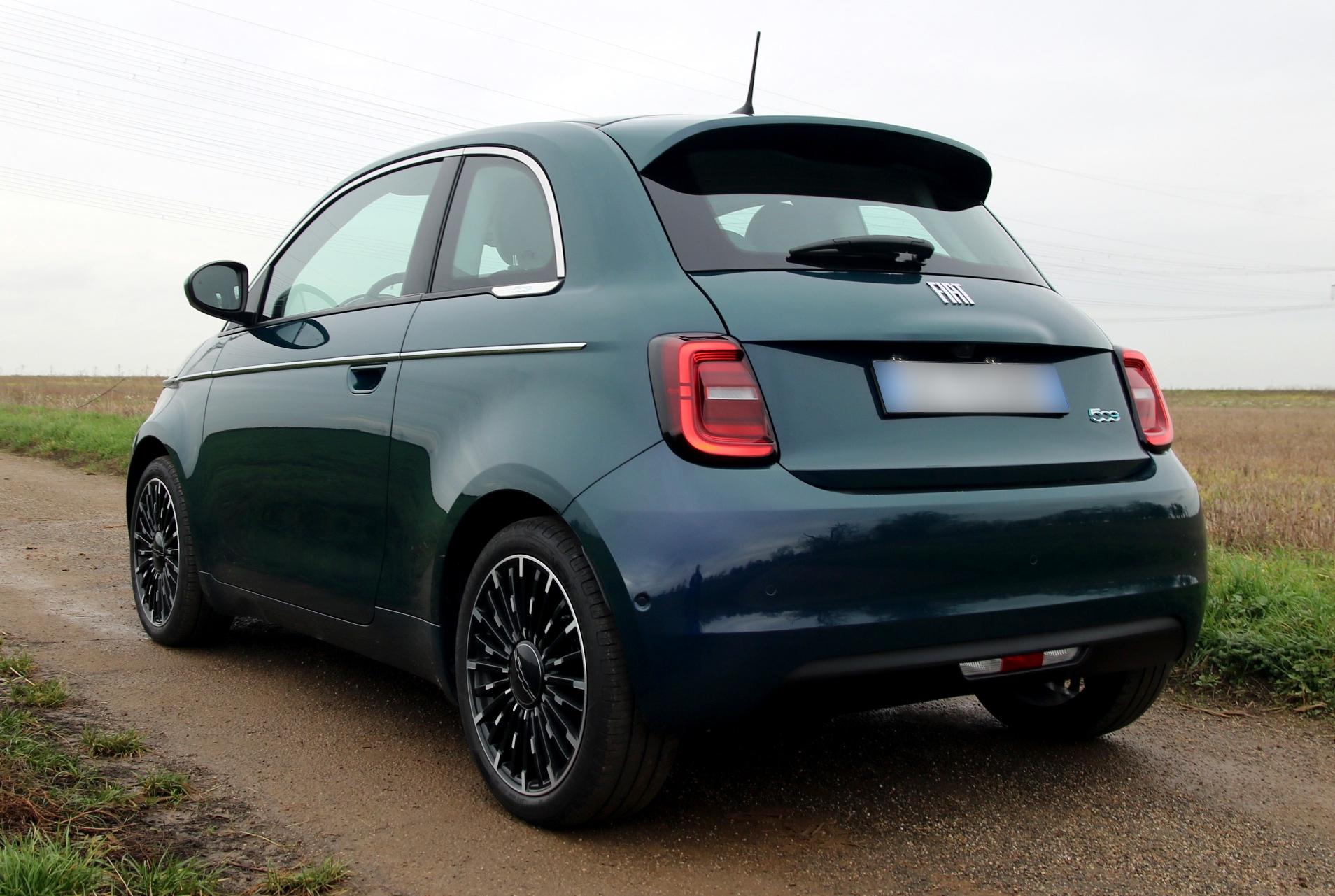
spate (2020)
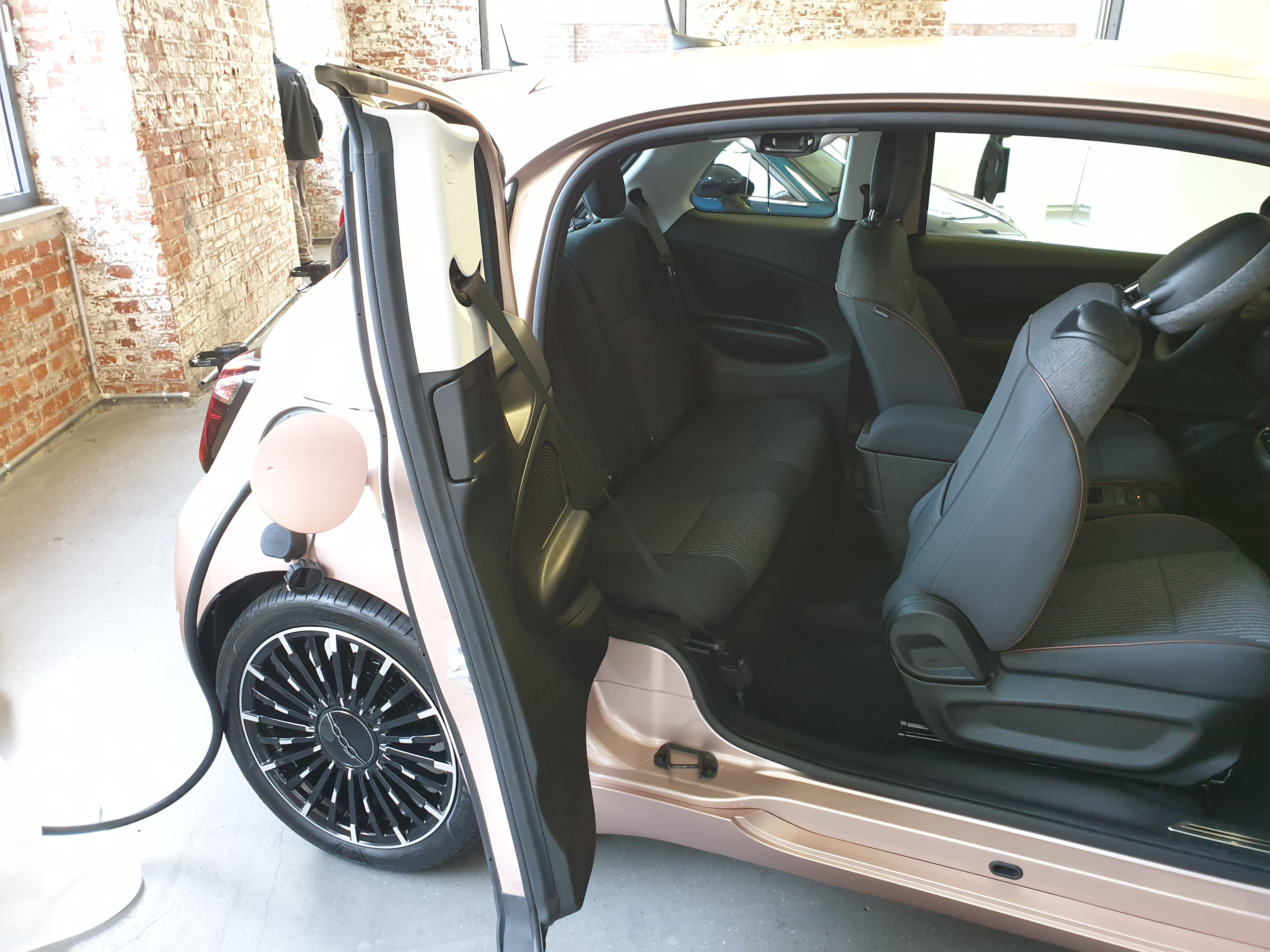
Fiat 500e "3+1" cu 4 uși
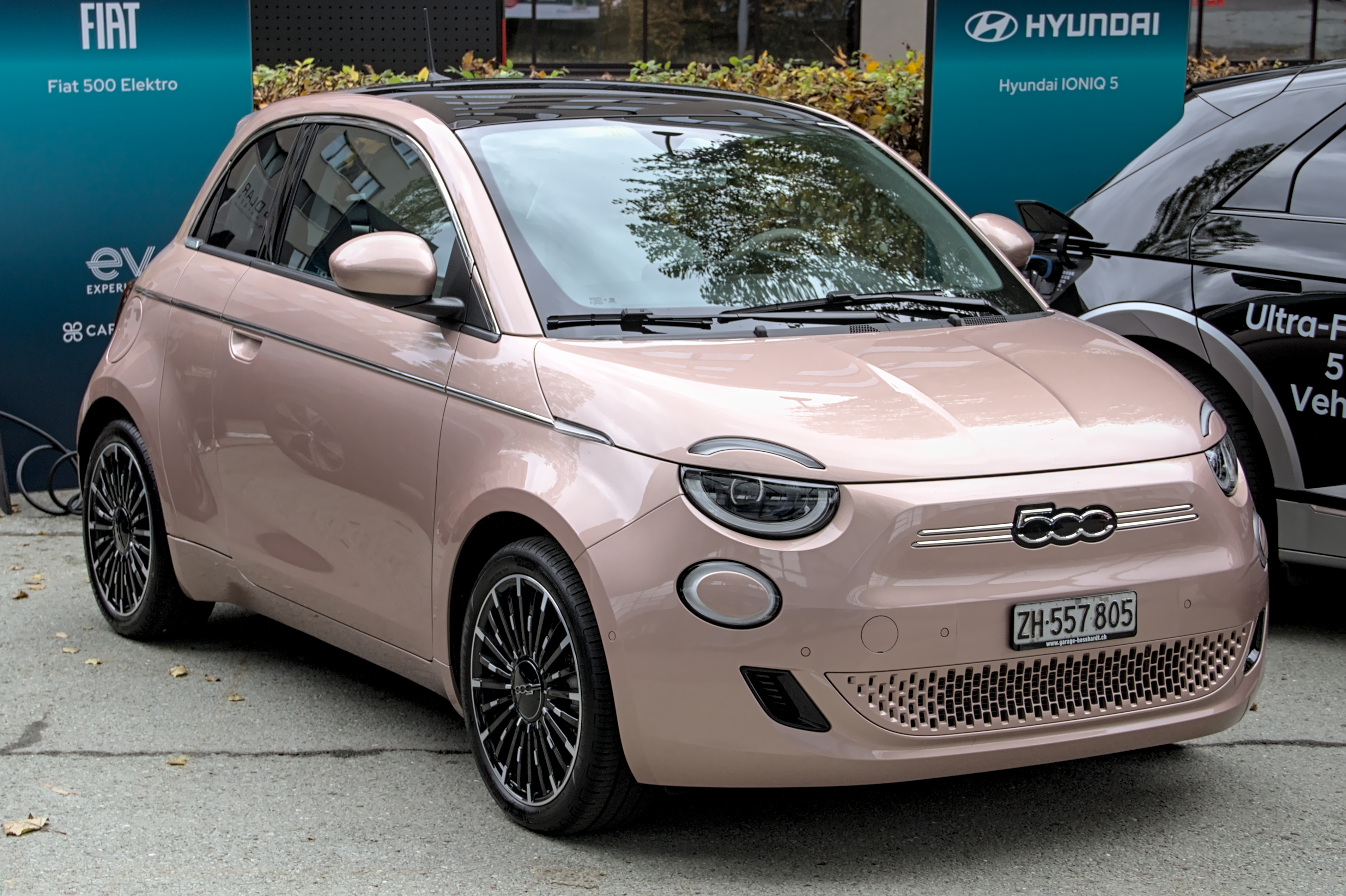
Fiat 500e Trepiuno
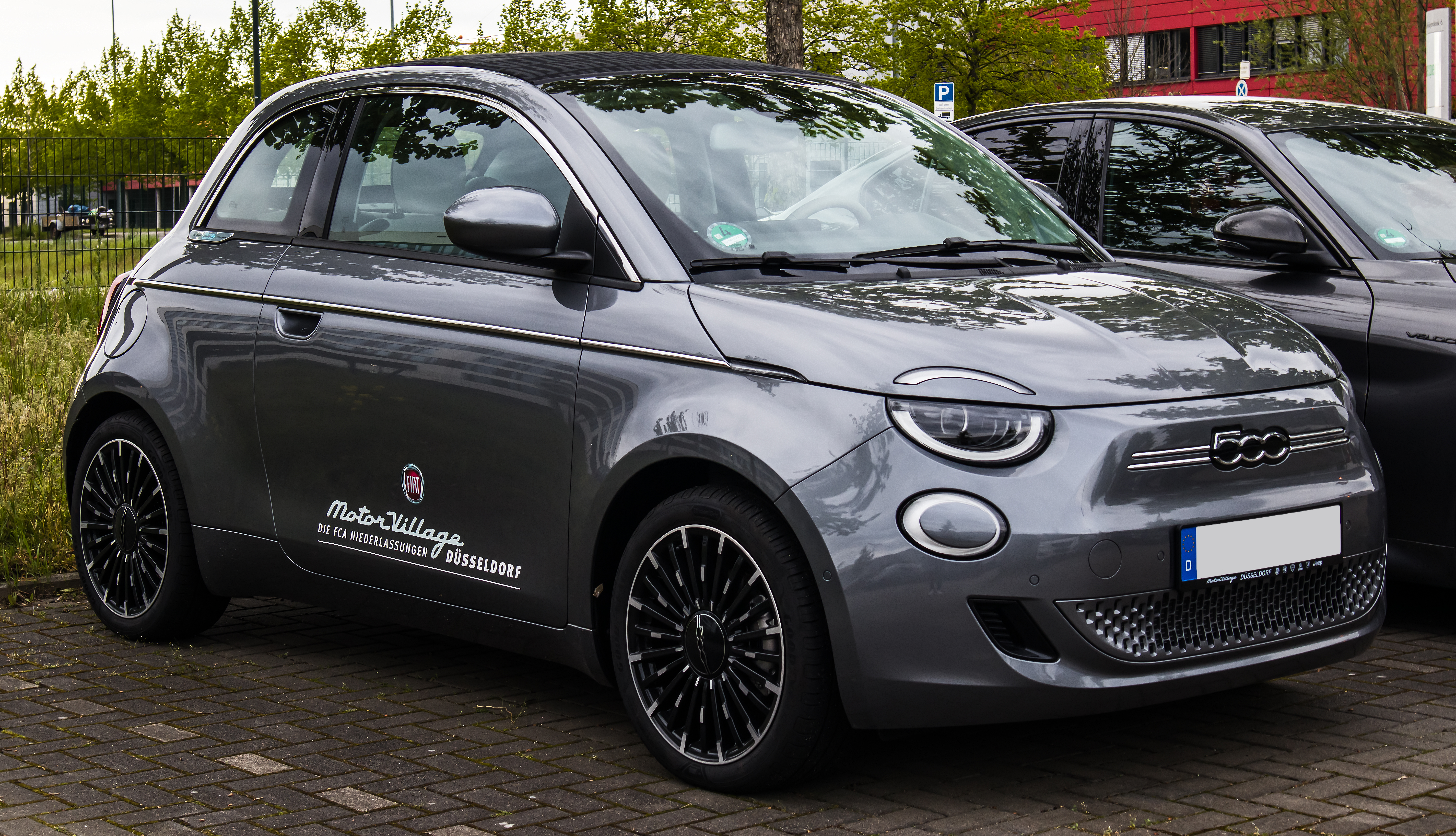
Fiat 500e La Prima